# The Darjeeling Limited
The Darjeeling Limited, amerikansk film från 2007 regisserad av Wes Anderson och med manus av Anderson, Roman Coppola och dennes kusin Jason Schwartzman.
När långfilmen gick upp på bio fanns en slags prequel till den, kortfilmen Hotel Chevalier, att se på Internet. I den presenteras Jason Schwartzmans roll Jack, och den skrevs och regisserades av Wes Anderson.

## Handling
Handlingen utspelas i Indien där tre bröder samlas på en tågresa för att lära känna varandra bättre ett år efter faderns död.

## Medverkande
- Owen Wilson - Francis
- Adrien Brody - Peter
- Jason Schwartzman - Jack
- Amara Karan - Rita
- Wallace Wolodarsky - Brendan
- Waris Ahluwalia - The Chief Steward
- Anjelica Huston - Patricia
- Bill Murray - The Businessman
- Irrfan Khan - Pappan
- Natalie Portman - Jacks ex